# Аскинская пещера
А́скинская пеще́ра, или Аскынская пещера (баш. Аҫҡын мәмерйәһе), или Аскынская ледяная пещера — пещера в Гафурийском районе Башкортостана. Является памятником природы регионального значения.
Самая крупная пещера мешкообразного типа в Европе и единственная пещера в республике Башкортостан, в котором сохранился древний, реликтовый лёд Ледникового периода, возраста от 5 до 25 тысяч лет.

## Расположение
Расположена в долине ручья Каранъюрт (левый приток реки Скимка) на восточном склоне хребта Улутау, в 8 километрах северо-восточнее села Коварды Гафурийского района, и в 2 километрах на юго-восток от деревни Аскино Архангельского района Башкортостана, откуда к пещере проложена тропа.

## Описание
Пещера карстовая, образовалась в известняковых отложениях девонского и каменноугольного периода. Вход расположен на высоте около 70 м над уровнем реки Малый Аскын. Температура в пещере − 4 °C — летом, 0 — зимой. Пещера представляет собой большой зал длиной 104 метра, максимальной шириной 61 метр, а высота пещеры достигает 26 м. Пол зала почти весь занят ледником. Крутой спуск в зал от входа в пещеру покрыт льдом на глубину около 20 м. В пещере находятся гигантские ледяные сталагмиты, достигающие высоты 8—11 м, диаметр в основании до 5 м. 

## Охранный статус
С 2018 года вход в пещеру ограничен, пещера была передана в аренду Русскому географическому обществу для восстановления микроклимата и сохранения ледниковых реликтов. Образован ландшафтный природный парк «Аскынская ледяная пещера», который входит в состав геопарка «Торатау». Территория вокруг пещеры благоустроена, имеется гостевой дом, оборудован деревянной лестницей спуск ко входу пещеры, на маршруте следования к пещере наведены деревянные мостки и построены два деревянных павильона для отдыха.
Согласно постановлению правительства республики Башкортостан #163 от 13/04/18 «Об охране природных памятников республики Башкортостан», в пещере можно находиться исключительно с экскурсоводом природного парка . В летний период проходная способность туристов — 70 человек в день, 20 минут экскурсия в пещере. В зимний период — 120 человек в день, 30 минут экскурсия в пещере. Перед поездкой нужна предварительная бронь у оператора природного парка.